# Dubravica Desinićka
Dubravica Desinićka is een plaats in de gemeente Desinić in de Kroatische provincie Krapina-Zagorje. De plaats telt 38 inwoners (2001).